# 풍화

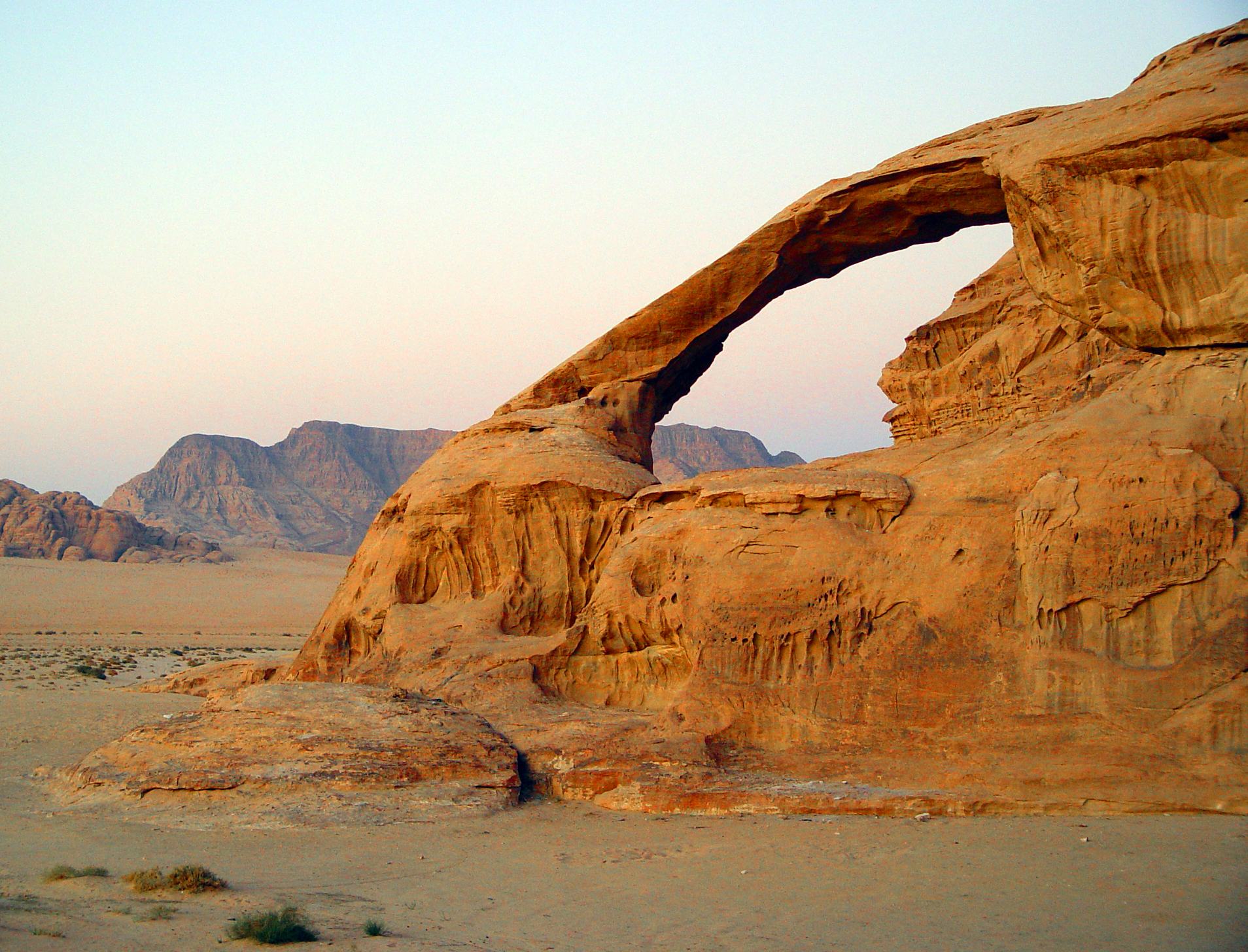
풍화작용으로 인해 만들어진 자연교. (요르단, Jebel Kharaz)

풍화 작용(風化作用, Weathering)은 암석이 물리적 작용이나 화학적 작용으로 인해 점차 토양으로 변해가는 현상을 의미한다. 대부분의 토양은 암석의 풍화 작용을 통해 생성된다. 풍화는 지표의 평탄화 작용에 없어서는 안 되는 요인이다. 풍화에 영향을 주는 요인에는 암석의 종류, 구조, 경사도와, 기후 등이 있다.
암석의 정출 온도가 높을수록 풍화에 약하며, 생성 환경과 다를 때 잘 일어난다. 풍화 작용은 풍화가 일어나는 원인에 따라 기계적 풍화와 화학적 풍화로 나뉜다.

## 기계적 풍화
기계적 풍화(문화어: 물리적 풍화)는 암석에 압력이 가해져 풍화가 일어나는 것을 말한다. 한랭 건조한 기후에서 잘 일어난다.
기계적 풍화는 대체로 다음에 의해 일어난다.
- 온도 차이에 의한 암석의 수축/팽창 반복
- 흐르는 물에 의한 침식현상: 굴식
- 물의 결빙과 해빙 반복: 빙정의 쐐기작용 등
- 이질결정체의 성장: 염풍화 등
- 지구 내부와 지표면의 압력차로 인한 풍화작용
- 바람에 의한 풍화작용
- 생물체에 의한 풍화작용: 나무뿌리의 쐐기작용(root wedging), 동물(두더지, 개미, 인간)

## 화학적 풍화
화학적 풍화는 광물의 화학적 분해에 의해 풍화가 일어나는 것을 말한다. 광물 결정이 약한 구조로 되어 있을수록 풍화에 약하며, 고온 다습한 기후에서 잘 일어난다. 대표적인 화학적 풍화 작용에는 산성비가 있다.
- 화학적 풍화작용의 예: 장석이 이산화탄소가 녹은 산성을 띤 물에 녹아 고령토가 되고 또 이것이 화학적 풍화작용을 거쳐 보크사이트가 됨.

## 해저의 풍화
현무암 해양지각의 풍화는 대기의 풍화와 중요한 측면에서 다르다. 풍화작용은 상대적으로 느리며, 현무암은 1억년당 약 15%의 비율로 밀도가 낮아진다. 현무암은 수화되어 실리카, 티타늄, 알루미늄, 철, 칼슘 대신 총 철, 마그네슘, 나트륨이 풍부해진다.

## 건물 풍화
돌, 벽돌 또는 콘크리트로 만들어진 건물은 노출된 암석 표면과 마찬가지로 풍화 작용 물질에 취약한다. 또한 동상, 기념물 및 장식용 석조물은 자연 풍화 작용으로 인해 심하게 손상될 수 있다. 이는 산성비로 인해 심각한 영향을 받는 지역에서 가속화된다.
가속화된 건물 풍화는 환경과 거주자의 안전에 위협이 될 수 있다. 설계 전략은 압력 조절형 빗물 차단 장치를 사용하여 HVAC 시스템이 습도 축적을 효과적으로 제어할 수 있도록 보장하고 수분 함량이 감소된 콘크리트 혼합물을 선택하여 동결-해동 주기의 영향을 최소화하는 등 환경 영향의 영향을 완화할 수 있다.

## 같이 보기
- 부식
- 분해
- 풍식
- 토양생성작용